# مشروع العبدلي

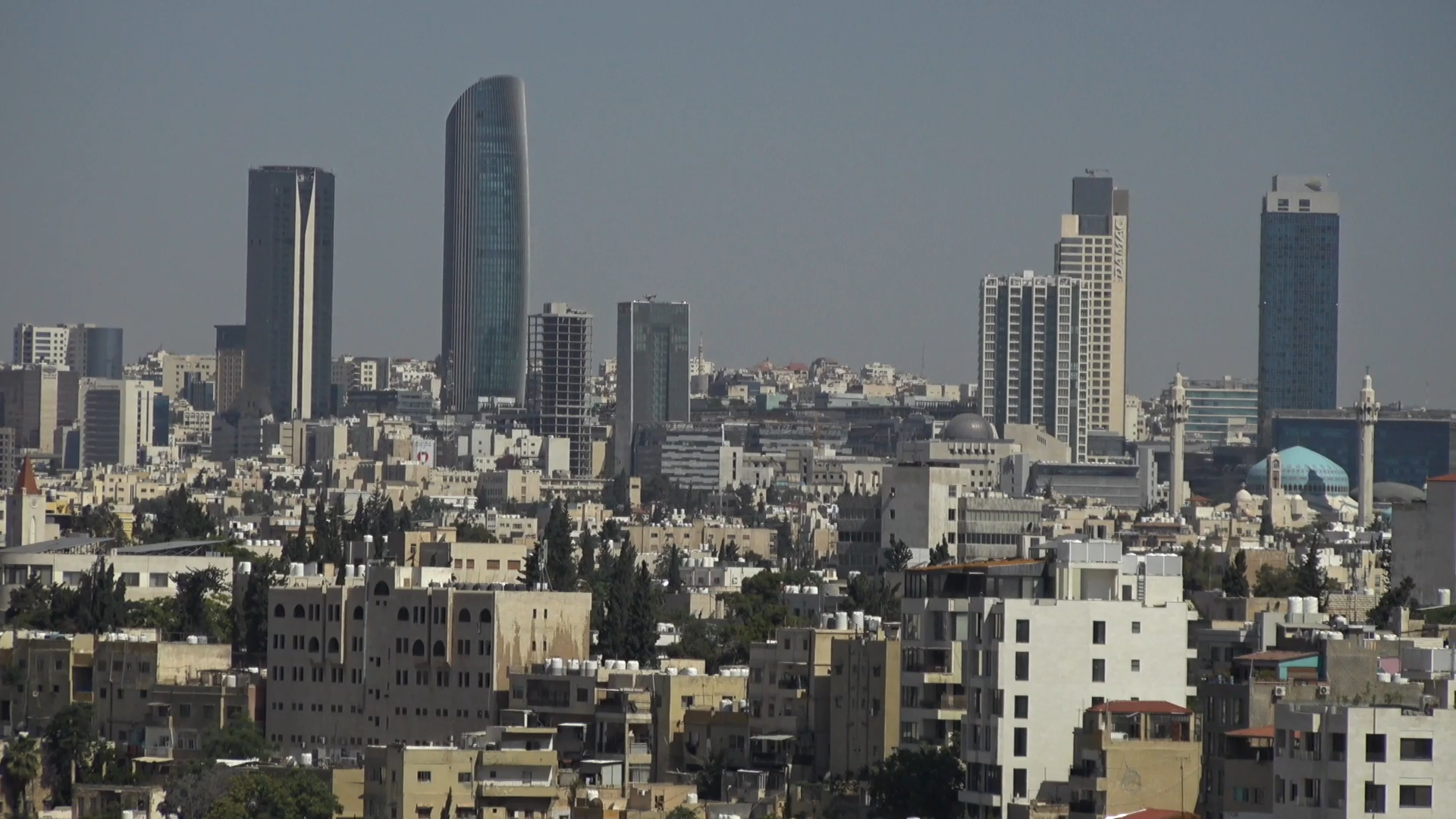
مشروع العبدلي في 2024

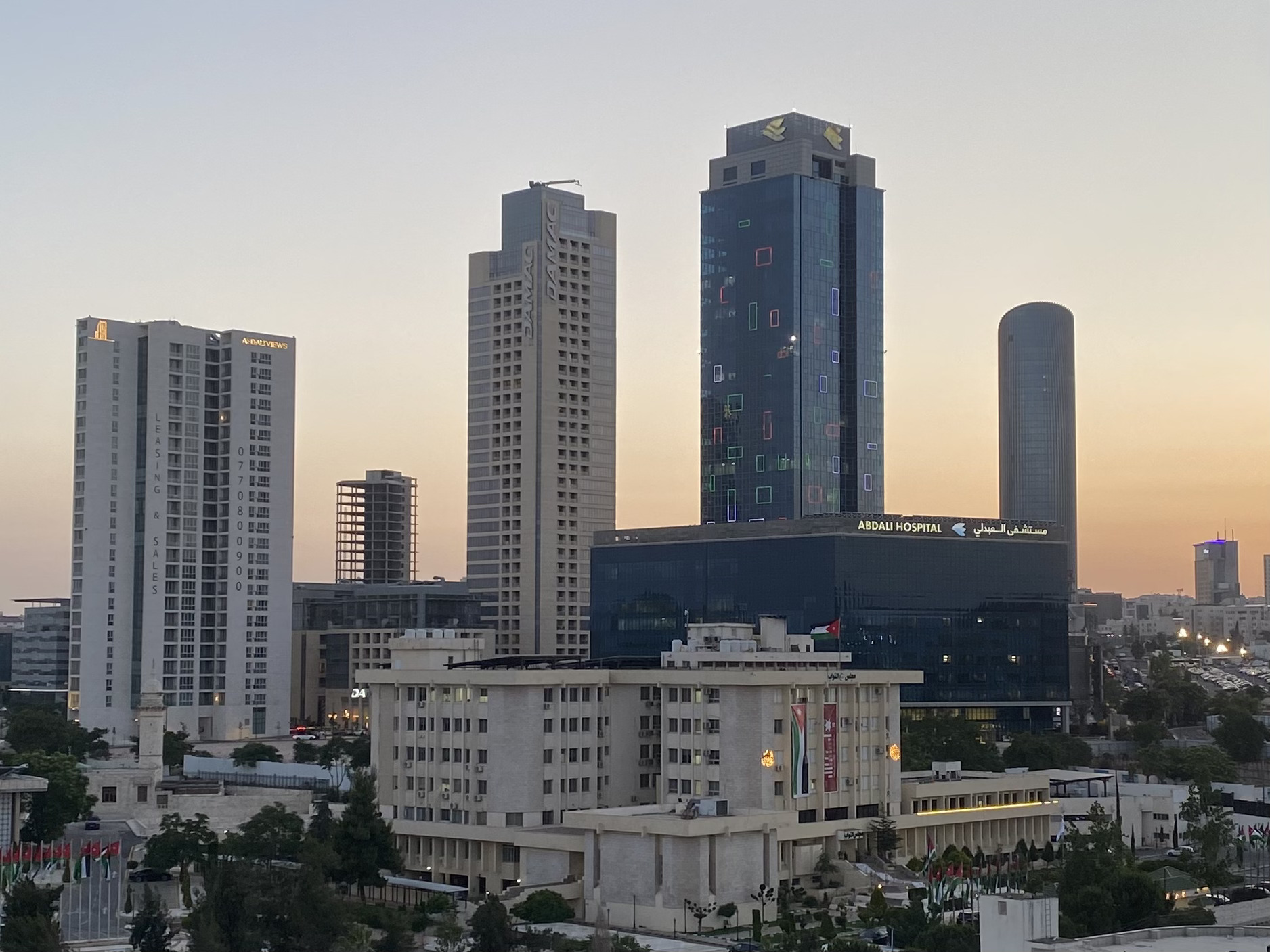
منظر للعبدلي الجديد من الشمال الشرقي

مشروع العبدلي يقوم على أرض مساحتها 8,04 كم2، من مساحة مبنيّة تزيد على 1,7 مليون م2 تضمّ مجمّعات سكنية ومكاتب وفنادق وشقق مخدومة ومحلات تجارية ومراكز للترفيه؛ وهو بذلك سيصبح محور الأعمال والسكن في العاصمة الأردنية عمان.
وقد تم تطوير «العبدلي» ليكون مثابة مركز ذكي للمدينة حيث يجمع سوية البنية التحتية لوسائط الإعلام والاتصال، بما يكفل إيصال أكثر التقنيات تطورًا إلى كل منزل ومكتب ومتجر، بينما تتوفر فيه حلول طاقة عامة وأنظمة غاز مركزية بما يضمن بيئة سليمة وودية فضلاً عن التوفير الكبير في فاتورة الطاقة [3]. وسيكون مركز المدينة مجهزًا كليًا بأنظمة متطورة تقنيًا لإدارة المباني وللحماية من الحرائق ولإدارة السلامة والتدابير الاحتياطية.يضاف إلى ذلك انه قد تم إنشاء شركة اتصالات العبدلي وهي شركة متخصصة في تقديم اخر ما توصل اليه علم الاتصالات المرئية والمسموعة لقاطني هذه المدينة وقد تم اعداد دراسات اقامة هذه الشركة من قبل المستشار محمد حسن عبد القادر - تقييم للاستشارات.
ساهم مشروع تطوير العبدلي في إيجاد شبكات طرق وحلول مرورية ممتازة حول المشروع وداخله، بما يؤمّن الانسيابية لنحو 90,000 شخص يوميًا من السكان والعاملين والزوار عندما يعمل المشروع بكامل طاقته.

## أقسام المشروع

### المرحلة الأولى
تشكّل المرحلة الأولى من «العبدلي» – المصممة كي تكون محور المال والأعمال في عمان – تجمعًا مختلطًا موجّهًا للمشاة، يتمتع بفعالية وتخطيط وكفاءة عالية، ويتضمن المساحات المبنية التالية:
- سكن 287,000 مترمربّع (28%)
- مكاتب 363,000 متر مربّع (35%)
- فنادق 111,000 متر مربّع (11%)
- متاجر 273,000 متر مربّع (26%)

مجموع المساحة المبنية في المرحلة الأولى: 1,034,000 متر مربّع.

### المرحلة الثانية
تتمتع المرحلة الثانية من «العبدلي» التي تتوسطها حديقة مركزية عامة على مساحة 30,000 متر مربّع بما يوفّر بعدًا حيويًا للمناطق السكنية العقارية والمولات التجارية، تصاميم هندسية مميزة رائعة بناءً على مخطط رئيس الوزراء الأسبق سمير الرفاعي مدروس بعناية يتضمن المساحات المبنية المبينه في الأسفل:
- سكن 457,000 متر مربّع (63%)
- مكاتب 156,0000 متر مربّع (22%)
- فنادق 62,0000 متر مربّع (9%)
- متاجر 47,0000 متر مربّع (6%)

مجموع المساحة المبنية في المرحلة الثانية: 722,00000 متر مربّع.

### إجمالي المساحة المبنية للمشروع
- سكن 744,000 متر مربّع (42%)
- مكاتب 519,000 متر مربّع (30%)
- فنادق 173,000 متر مربّع (10%)
- متاجر 320,000 متر مربّع (18%)

مجموع المساحة المبنية لمشروع العبدلي: 1,756,000 متر مربّع.

## تطورات العمل بالمشروع
المرحلة الأولى من مشروع العبدلي
ما تم انجازه
- شركة العبدلي مول (العبدلي مول)
- شركة الإمارات للاستثمار السياحي ذ.م.م (فندق عمان روتانا)
- شركة بوليفارد العبدلي (البوليفارد)
- سرايا العبدلي للاستثمار العقاري (فندق دبليو)
- شركة الأردن دبي للعقارات لتطوير الأراضي (ساحة الأعمال)
- بنك الأردن دبي الإسلامي
- شركة الاقتدار للتطوير العقاري
- هيئة تنمية صندوق اليتيم
- السيد زياد أسعد عودة
- شركة البحر المتوسط والخليج للتأمين وإعادة التأمين
- شركة أجيب للاستثمار العقاري
- شركة جوبا للاستثمار والتطوير (كوميرس ون)
- تطوير المصفوفة (كريستال ريزيدانتس)
- شركة سوا الدولية
- شركة إرسا العقارية
- سلطان بوران واسحاق بوران وفواز شعلان
- متقدمة لشركة الاستثمار العقاري
- شركة الطاهر العقارية والتطوير
- الوليد للعقارات
- بنك عودة
- إدجو فينتشرز ليمتد (ذا اتريوم)
- عدنان السفاريني وأولاده
- بنك سوسيته جنرال-الأردن
- السراج للتطوير العقاري (بوابة العبدلي)
- داماك العقارية ذ م م (ذا هايتس، لوفتس آند كورتيارد)

تحت الإنشاء
- مركز كليمنصيو الطبي (سابقًا «فيرتكس تاور آند ريزيدانتس»)
- شركة الرياح للتطوير العقاري (قعوار كييستون)
- السراج للتنمية العقارية (فندق لو غراي)
- سينو الخليج للاستثمارات العقارية

المخطط له مستقبلًا
- شركة العبدلي مول (برج العبدلي مول)
- سرايا الأردن (برج كابيتال عمان)
- العبدلي للإستثمار والتطوير (برج الحمد 1 بي)
- فيلادلفيا للمجمعات التجارية ذ م م (ذا افنيو)
- بنك الاتحاد (برج كيه)
- «المرحلة الثانية» من مشروع العبدلي

## معرض صور

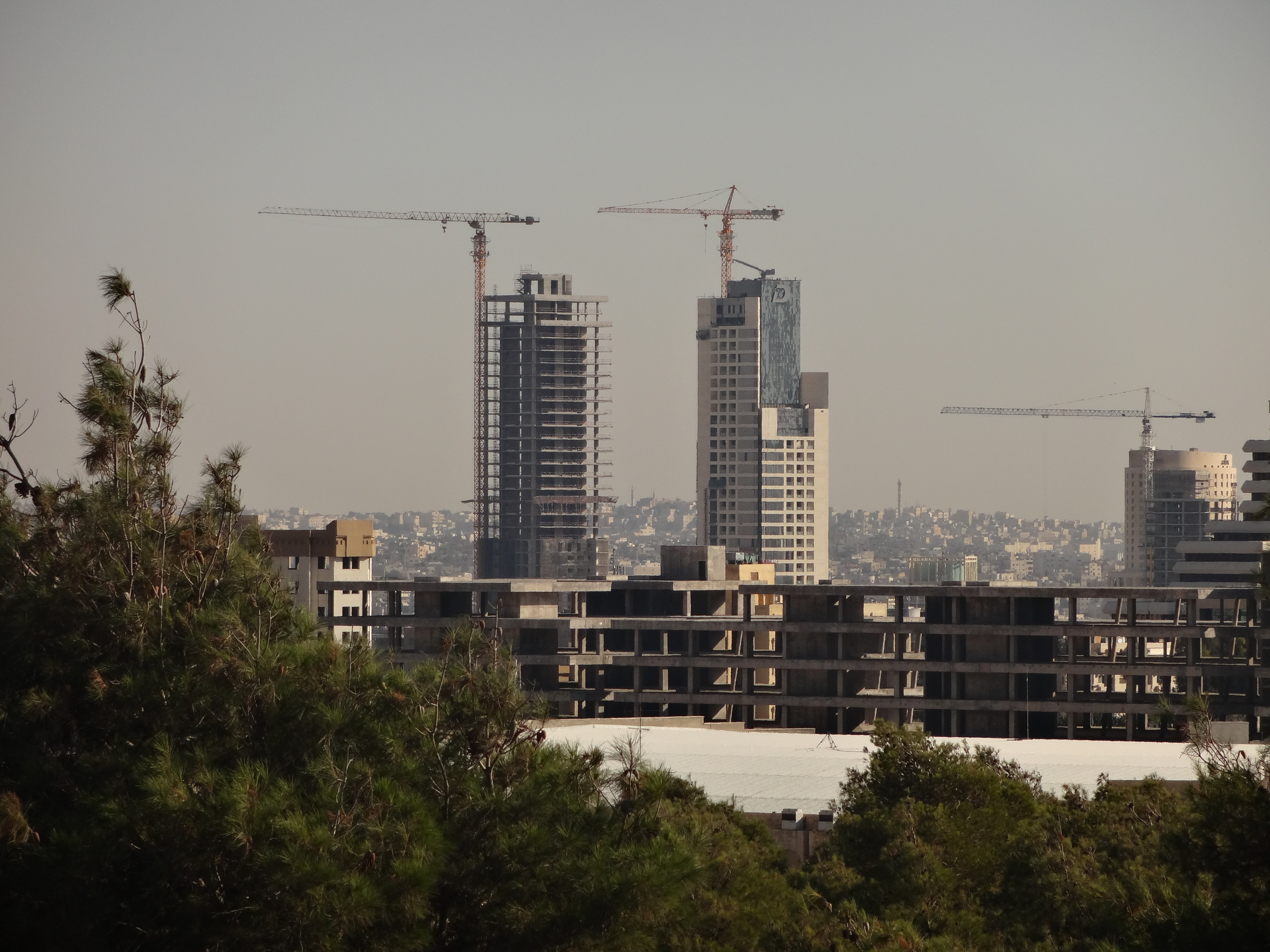
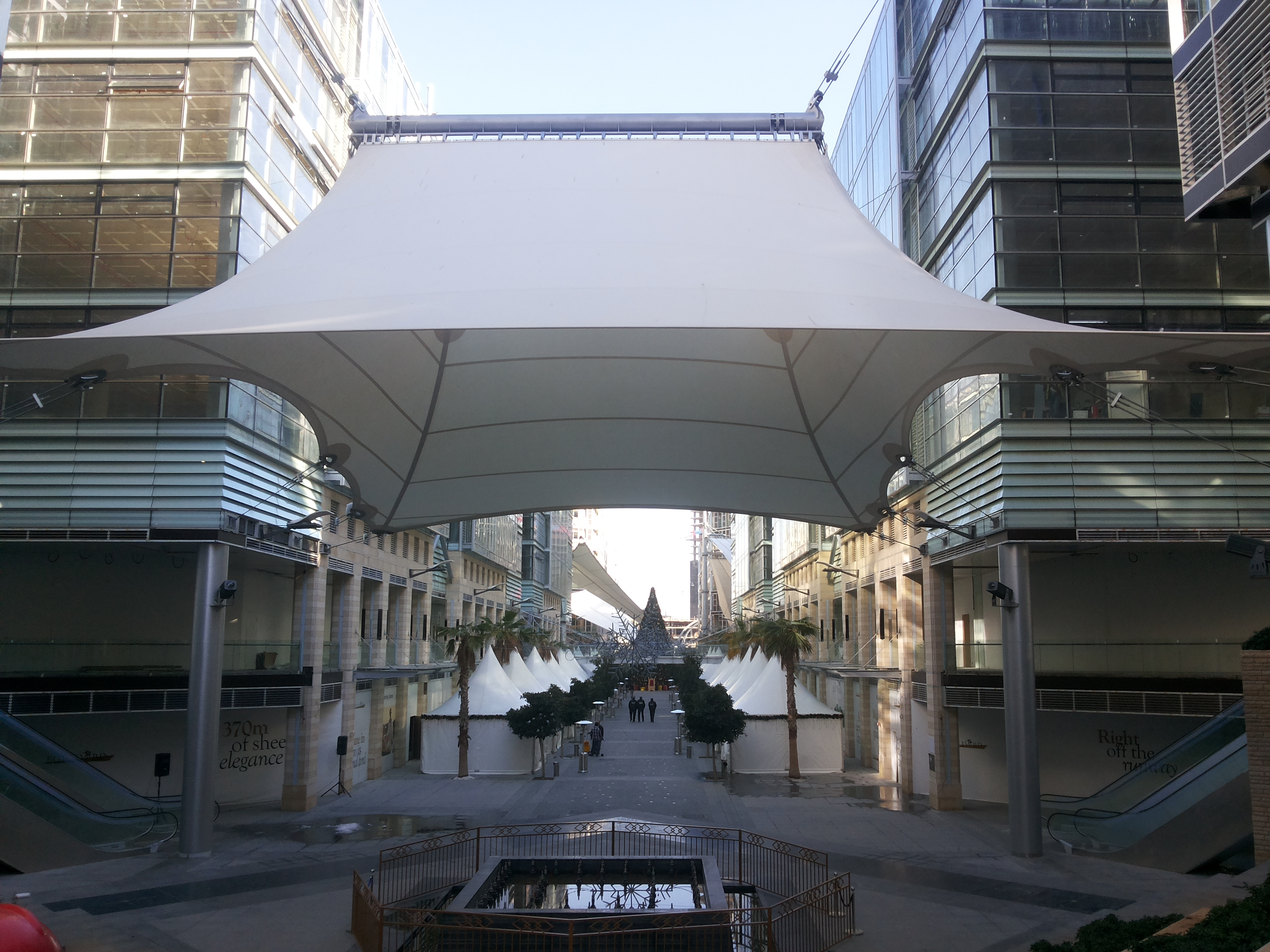
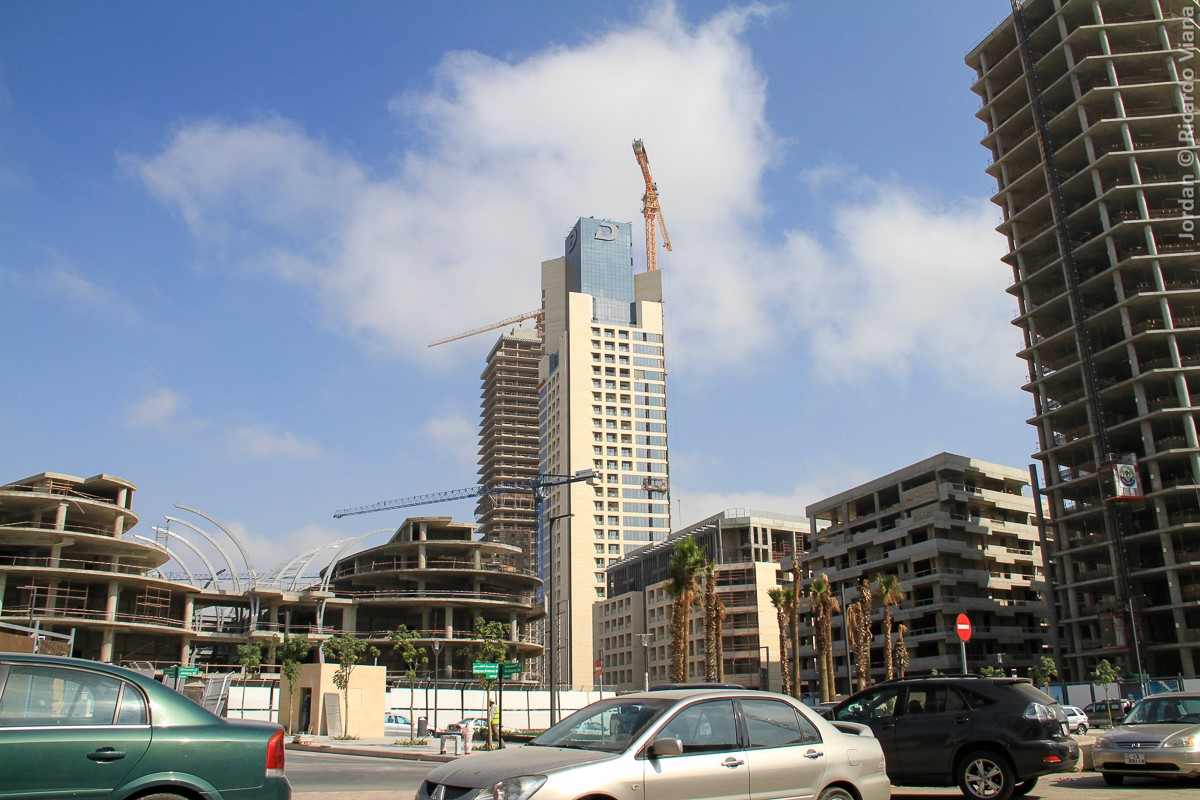
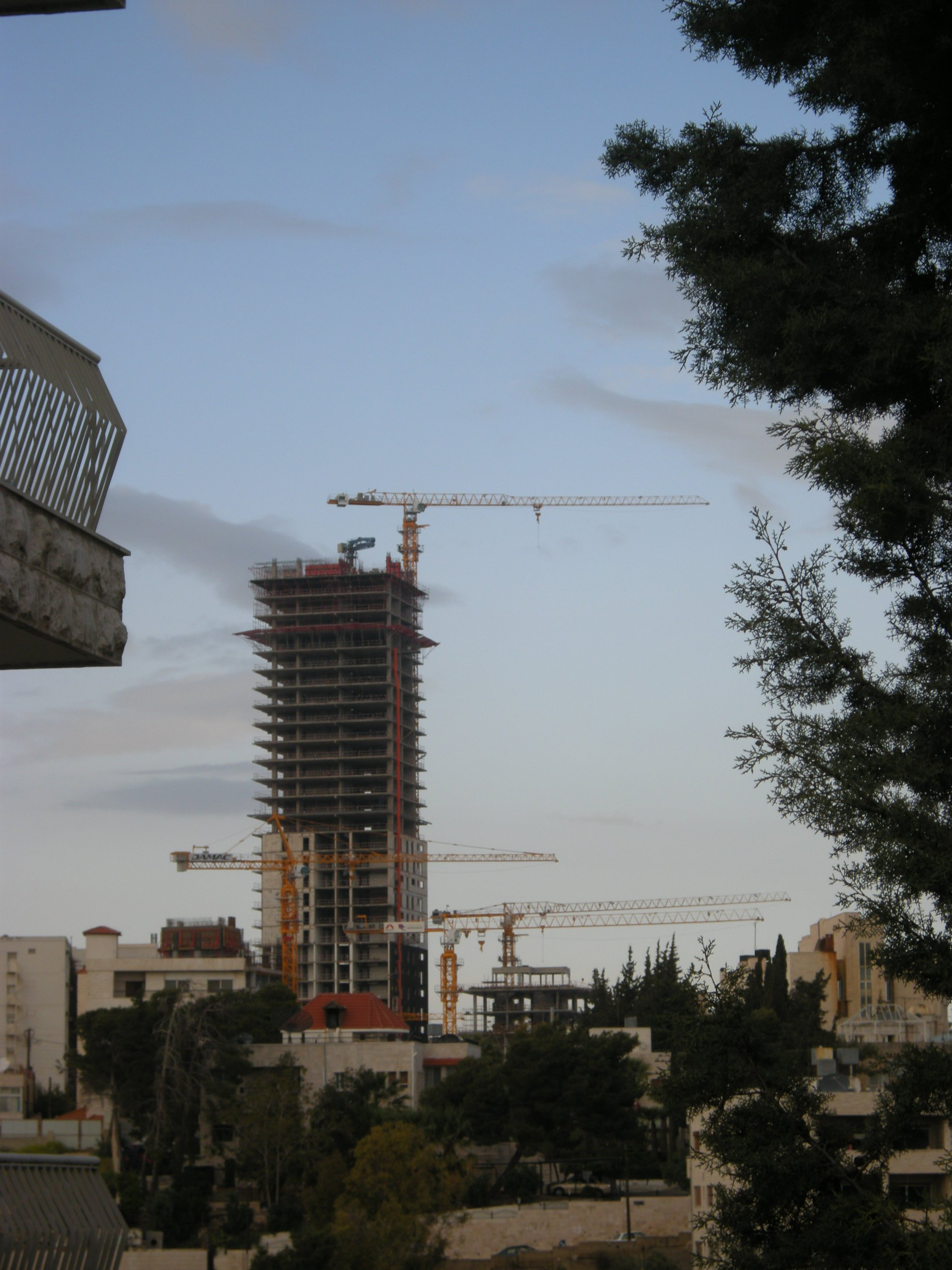
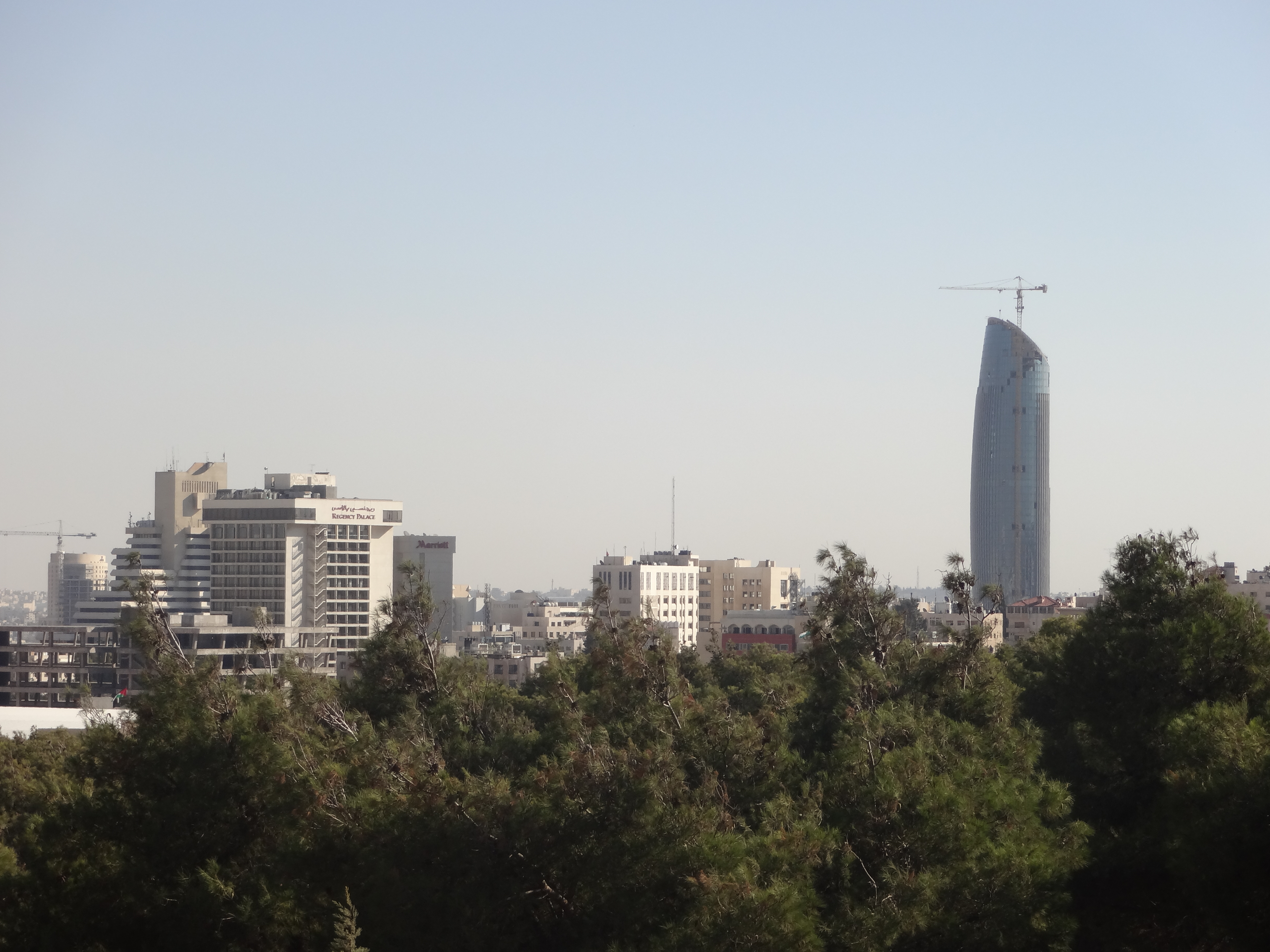

## وصلات خارجية
- مشروع العبدلي نسخة محفوظة 20 يناير 2007 على موقع واي باك مشين.